# Rhapsody (Ashton)
Rhapsody è un balletto di Frederick Ashton, portato al debutto alla Royal Opera House nel 1980 in occasione dell'ottantesimo compleanno della Regina Madre Elizabeth Bowes-Lyon. La partitura del balletto è la rapsodia su un tema di Paganini di Sergej Vasil'evič Rachmaninov.

## Genesi
La principessa Margaret chiese ad Ashton di creare una nuova coreografia per l'ottantesimo compleanno della madre. Ashton aveva già usato la rapsodia per una scena di danza nel film Storia di tre amori. Nell'estate del 1980 Michail Baryšnikov fu invitato a danzare con il Royal Ballet come étoile ospite; Ashton aveva voluto create un pezzo per lui dopo averlo visto danzare nel ruolo di Colas nel suo La fille mal gardée nel 1977 al Covent Garden. Ashton decise quindi di accettare la richiesta della famiglia reale britannica e approfittare dell'occasione per creare un balletto per Baryšnikov. Lesley Collier fu scelta per il ruolo della protagonista femminile.
Ashton iniziò a coreografare il balletto nel maggio 1980, ma poté occuparsi solo degli aspetti secondari del pezzo, dato che Collier era infortunata e Baryšnikov non sarebbe arrivato prima dell'inizio dell'estate. Ashton terminò di coreografare il pezzo nel luglio dello stesso anno e si offrì di altare dei pezzi quando Baryšnikov dichiarò la sua delusione: aveva sperato infatti di allontanarsi dallo stile russo danzando al Covent Garden, ma Ashton si rifece proprio allo stile da cui il ballerino voleva allontanarsi. Lo stesso Ashton progettò le scenografie, mentre i costumi erano di William Chappell.

## La prima
Il balletto fu rappresentato per la prima volta il 4 agosto 1980 in occasione di una serata di gala per l'ottantesimo compleanno della Regina madre e ottenne il plauso della critica. Considerato tra gli ultimi capolavori di Ashton, il balletto entrò nel repertorio del Royal Ballet. Nel 1995 coreografie e costumi furono ridisegnati da Patrick Caulfield e furono nuovamente modificati nel 2005 da Jessica Curtis. Dal 2016 furono ripristinati i costumi originali di Chappell e le scenografie di Ashton.

### Il cast
- Lesley Collier
- Michail Baryšnikov
- Bryony Brind
- Angela Cox
- Gillian Kingsley
- Karen Paisey
- Genesia Rosato
- Gail Taphouse
- Michael Batchelor
- Stephen Beagley
- Antony Dowson
- Ross MacGibbon
- Ashley Page
- Andrew Ward